# Crateva obovata
Crateva obovata là một loài thực vật có hoa trong họ Capparaceae. Loài này được Vahl mô tả khoa học đầu tiên năm 1794.